# 多糖-O-メチルトランスフェラーゼ
多糖-O-メチルトランスフェラーゼ(polysaccharide O-methyltransferase)は、次の化学反応を触媒する酵素である。
S-アデノシル-L-メチオニン + 1,4-α-D-グルコオリゴ糖 {\displaystyle \rightleftharpoons } S-アデノシル-L-ホモシステイン + 6-メチル-D-グルコース単位含有オリゴ糖
この酵素の基質はS-アデノシル-L-メチオニンと1,4-α-D-グルコオリゴ糖で、生成物はS-アデノシル-L-ホモシステインと6-メチル-D-グルコース単位含有オリゴ糖である。
この酵素は転移酵素の一つで、特に一炭素基を転移させるメチルトランスフェラーゼである。組織名はS-adenosyl-L-methionine:(1->4)-α-D-glucan 6-O-methyltransferaseで、別名にpolysaccharide methyltransferase、acylpolysacharide 6-methyltransferase、S-adenosyl-L-methionine:1,4-α-D-glucan 6-O-methyltransferaseがある。